# 希美まゆ
希美 まゆ（のぞみ まゆ、1989年10月5日 - ）は、日本のAV女優、歌手。
東京都出身、Duoエンターテイメント所属。

## 略歴
2本のイメージビデオに出演した後、2009年11月にアイデアポケット専属でAVデビュー。
ラウンドワンエンターテイメントより2010年1月にCD『NOZOMI』を出した。
ロリ系のAV女優で、撮影時の年齢から「平成元年度生まれの19歳」とキャッチコピーがつけられた。
アダルトビデオ30周年記念企画（AV30）として2012年1月5日から2月29日まで行われた人気投票で、34位に選ばれた。
2016年3月よりアタッカーズ専属となる。
AV女優としての引退は公言していないが、新作のリリースは2017年で止まっており、現在は歌手活動、配信者としての活動に力を入れている。

## エピソード
- 趣味・特技は、料理、YouTube視聴、ひとりカラオケ。
- 4人兄弟の1番上で、弟が2人、妹がいる[5]。
- AV女優になる前は、ALC職人として働いていた[6]。
- 好きな食べ物はラーメン（デビュー作のインタビューより）。自身の公式ブログ（旧）でも自身の名前と麺をかけた「まゆラ〜（麺）blog★」としていた。
- 私生活では眼鏡をかけているが、ダテメガネとのこと。
- 元AV女優の周防ゆきこと仲が良く、周防のブログでは頻繁に遊んでいる事が確認できる[誰によって?]。その他、天海つばさや篠原杏とも仲が良く、篠原杏を「俺の嫁」と呼んでいる。

## 作品

### アダルトビデオ
2009年
- First Impression（11月1日、アイデアポケット）
- 美少女アイドルの本気SEX4本番（12月1日、アイデアポケット）

2010年
- 学校でしようよ!（1月1日、アイデアポケット）
- CUTIEナースのエッチな看護（2月1日、アイデアポケット）
- めちゃカワご奉仕メイド（3月1日、アイデアポケット）
- まゆのおねだりSEX+ザーメンいぢめ（4月1日、アイデアポケット）
- まゆを気持ちよくイカせて（5月1日、アイデアポケット）
- 僕とまゆの甘〜い性活（6月1日、アイデアポケット）
- マユフェスト（7月1日、アイデアポケット）
- 希美まゆの濃厚な接吻とSEX（8月1日、アイデアポケット）[7]。
- DIGITAL CHANNEL（9月1日、アイデアポケット）
- 瞬殺！一撃バズーカ顔射（10月1日、アイデアポケット）
- キミだけの希美まゆ カワユすぎる8時間（11月1日、アイデアポケット）
- 女子高生痴漢電車（12月1日、アイデアポケット）

2011年
- ゴージャスオナニーサポート アナタのオナニーをお手伝いします（1月1日、アイデアポケット）
- デリバリーSEX アナタの自宅に希美まゆをお届けします（2月1日、アイデアポケット）
- まゆとヴァーチャルデート（4月1日、アイデアポケット）
- 希美まゆの6本番 SEX尽くし（5月1日、アイデアポケット）
- ほろ酔いSEX（6月1日、アイデアポケット）
- フェラだけでイカせてあげる 希美まゆのフェラチオ300分SPECIAL!!（7月1日、アイデアポケット）
- 世界最高級ソープへようこそ（8月1日、アイデアポケット）
- 3D（9月1日、アイデアポケット）
- 3年A組！きみまゆ先生！（10月1日、アイデアポケット）
- 希美まゆと行く！はちゃめちゃドスケベ社員旅行（11月1日、アイデアポケット）
- 萌えるオトコス（12月1日、アイデアポケット）

2012年
- いただき～まゆゆ！（1月1日、アイデアポケット）
- 希美まゆの早漏改善 もぅ早漏とは言わせねぇぜ!（2月1日、アイデアポケット）
- ビッチハイク まゆを乗せてくれたらアナタにも乗っちゃいます！（3月1日、アイデアポケット）
- イカ～ン捜査！ きみまゆ警部のハメ締り（4月1日、アイデアポケット）
- ほろ酔いSEX2（5月1日、アイデアポケット）
- いきなりSEX えっ？今ここでですか？（6月1日、アイデアポケット）
- ヤリたくなるカラダとかけたくなる美顔（7月1日、アイデアポケット）
- ハメカミエロエロデートプラン（8月19日、アイデアポケット）
- 究極の尻フェチマニアックス（9月19日、アイデアポケット）
- ラーメン・つけメン・僕まゆメン（10月19日、アイデアポケット）
- カテキョ 頭は悪いがとってもエロカワイイ家庭教師（11月19日、アイデアポケット）
- CUTIE VENUS（12月19日、アイデアポケット）

2013年
- LOVE SEMEN（1月19日、アイデアポケット）
- 激ピストン　まゆがイクまで腰振るのを止めない！（2月19日、アイデアポケット）
- ラーメン屋の娘（3月19日、アイデアポケット）
- すっぴん（4月19日、アイデアポケット）
- 汗だくSEX（5月19日、アイデアポケット）
- 秘密女捜査官（6月19日、アイデアポケット）
- 断り切れずにヤラせちゃう女 私押しに弱いんです（7月19日、アイデアポケット）
- 大乱交（8月19日、アイデアポケット）
- お股ユルユル女子大生（9月19日、アイデアポケット）
- DIGITAL CHANNEL（9月20日、アイデアポケット）※Blu-ray版同時発売
- 希美まゆ 100SEX 24時間（10月19日、アイデアポケット）
- 食べ歩き!?No!No!ヤリ歩きSEX（11月19日、アイデアポケット）
- まゆのおねだりSEX＋ザーメンいぢめ（11月23日、アイデアポケット）※Blu-ray版同時発売
- 見つめ合って感じ合う情熱SEX（12月19日、アイデアポケット）

2014年
- パイズリ天国 ぷるるんオッパイ挟射（1月19日、アイデアポケット）
- ショートカットのメガネっ娘（2月19日、アイデアポケット）
- 快感スパイラル まゆをイカせてイカせてイカせまくり!（3月19日、アイデアポケット）
- 犯された美人すぎる女教師（4月19日、アイデアポケット）
- 限界ギリギリアクメ 怒涛の210分SPECIAL（5月19日、アイデアポケット）
- 貞操帯を着けられた女（6月19日、アイデアポケット）
- BEACHY VENUS 希志あいの 希島あいり 希美まゆ（7月1日、アイデアポケット）※AV OPEN2014スーパーヘビー級エントリー作品
- 遂に解禁！まゆの部屋でしようよ 逆デリバリーSEX（8月19日、アイデアポケット）
- うちの妻を犯して下さい（9月19日、アイデアポケット）
- 彼女の妹とイケナイ関係（10月19日、アイデアポケット）
- 6つのシチュエーションでヴァーチャルパコパコ〜希美まゆがアナタ目線でラブラブエッチ〜（11月20日、アイデアポケット）
- セックスボランティア（12月19日、アイデアポケット）

2015年
- 希美まゆ 180分本指名 極上風俗4本番＋ピンサロ（1月19日、アイデアポケット）
- 連続射精してしまうほど過激な性交（2月19日、アイデアポケット）
- ひとつ屋根の下でファンと24時間お泊りSEX 業界震撼！絶賛の嵐！驚異の10コーナー220分（4月19日、アイデアポケット）
- 希美まゆが○○しながら 常にあるオトコのエロ妄想 超豪華25シーン！超ボリューム 4時間！！（5月19日、アイデアポケット）
- 怪盗精子キャット 〜陰謀の追跡者〜（6月19日、アイデアポケット）
- 絶対にバレてはイケナイ場所でSEX（7月19日、アイデアポケット）
- DEEP エクスタシー スロー SEX ゆっくりだから伝わる…感じる…五感が研ぎ澄まされる…深い快楽の渦に陶酔する240分（8月19日、アイデアポケット）
- ゴージャステクニシャン　貸切スイートルーム　最高級デリバリー嬢 昼はS、夜はM、クライアント様の性願望を叶える二つの性顔を持つ最高級美少女をお届け致します（9月19日、アイデアポケット）
- Wスキャンダル ナンパお持ち帰りされたつばさとまゆ 盗撮映像そのままAV発売！ 遂に実現！デビュー6周年記念共演作品！ 天海つばさ 希美まゆ （10月1日、アイデアポケット）
- 解禁!初パイパン　ま○こかぱぁ!（11月19日、アイデアポケット）
- ヴァーチャルツンデレ彼女 全編主観!アナタとまゆのSEXの日々!（12月19日、アイデアポケット）

2016年
- 突撃！単体女優希美まゆが噂の風俗店に体当たりガチ潜入リポート！ 箱ヘルから個室ビデオ、女性専用性感エステにハプニングバーとカラダとアソコを張りまくって潜入取材してきました！（1月19日、アイデアポケット）
- 童貞限定！希美まゆとイク！　１泊２日混浴筆おろし温泉オフ会！ 初めての女性がまゆさんなんて！自分らは最高に幸せ者っすスペシャル！（2月19日、アイデアポケット）
- あなた、許して…。 嘘から始まる姦計2（3月7日、アタッカーズ）
- New Spermania 大量口内射精！大量顔面ぶっかけ！まゆを白濁に染めて…（3月19日、アイデアポケット）
- 恥辱の教育実習生11（4月7日、アタッカーズ）
- 集団レ○プに遭った希美まゆ（本人） 首絞め！容赦ないスパンキング！危険すぎる輪姦！度肝を抜かれる衝撃の問題作品（4月19日、アイデアポケット）
- 人気女子アナ ストーカーに狙われて…（5月7日、アタッカーズ）
- Cutyギャル痴女　Sweet Little Devil とってもSweetな寸止め焦らし小悪魔の誘い（5月19日、アイデアポケット）
- レズ解禁! BEAUTY & CUTIE W VENUS デビュー6周年記念第二弾!禁断の濃厚レズプレイ! 天海つばさ 希美まゆ （6月1日、アイデアポケット）
- 淫辱の女体オークション 希美まゆ 真木今日子（6月7日、アタッカーズ）
- 脱獄者（7月7日、アタッカーズ）
- 奴隷ソープに堕とされた女教師6（8月7日、アタッカーズ）
- 夫の目の前で犯されて― 歪んだ報復（9月7日、アタッカーズ）
- 快楽拷問研究所4（10月13日、アタッカーズ）
- 美肉の生贄2（11月13日、アタッカーズ）

2017年
- 犯り部屋（1月19日、アタッカーズ）
- 自己犠牲調教 身を捧げた献身妻（2月13日、アタッカーズ）
- 奴隷色のマンション メゾンド薮田（3月13日、アタッカーズ）
- ヤラしい義父の嫁いぢり お義父さん、もう許して下さい…（4月25日、マドンナ）
- 寝取られゲーム 「俺は必ずお前の妻を奪ってみせる…」（5月19日、マドンナ）
- 夫は知らない ～私の淫らな欲望と秘密～（6月13日、マドンナ）
- 鬼女の生贄（7月25日、アタッカーズ）
- レズビアンの昼下がり（9月7日、アタッカーズ）
- 悦虐の縄姫（10月1日、アタッカーズ）

### イメージビデオ
- Kawaii（2009年4月4日、QH映像）
- HOPE!（2009年7月25日、コンセント）
- 妄想X S級女優の旬感エクスタシー 20（2010年10月25日、ARK）
- エロキュート/希美まゆ（2010年11月26日、オルスタックピクチャーズ）
- エロキュート2/希美まゆ（2013年4月26日、オルスタックピクチャーズ）
- ヴィーナス・フューチャー希島あいり/泣き虫きじー（2014年、つくばテレビ）
- 希美まゆはオレのカノジョ。（2016年5月25日、GARDEN）
- BONITA（2017年1月28日、オルスタックソフト販売）

### Web写真集
- ラブリーキッス　希美まゆ XCITY（2011年2月16日、撮影：Tets）

### 電子書籍
- デジタル・レモンパイ 『Kawaii』 希美まゆ写真集 Vol.01（2009年10月15日、pad inc.,）
- デジタル・レモンパイ 『Kawaii』 希美まゆ写真集 Vol.02（2009年10月22日、pad inc.,）
- デジタル・レモンパイ 『Kawaii』 希美まゆ写真集 Vol.03（2009年11月5日、pad inc.,）

### 音楽CD

#### シングル
- ひかり（2015年2月4日、MILKY POP GENERATION）3曲入り
- After Rain（2018年2月21日、MILKY POP GENERATION）3曲入り

#### ミニアルバム
- R.s（2016年2月3日、MILKY POP GENERATION）7曲入り
- Life（2021年12月25日、MILKY POP GENERATION）13曲入り[8]

## 出演

### 映画
- リップヴァンウィンクルの花嫁（2016年）

### オリジナルビデオ
- ヤンキー女子高生4〜千葉最強伝説〜（2010年11月19日、GPミュージアム）

### テレビ番組
- ヴィーナス・フューチャー＃79、115（2010年、エンタ!371）
- パチンコ女学園（2013年7月8日〜、テレビ埼玉）

### パチンコ
- CRジューシーハニー（2014年12月、サンセイアールアンドディ）
- PジューシーハニーH（ハーレム）（2023年5月、サンセイアールアンドディ）